# Engelen (’s-Hertogenbosch)
Engelen ist ein Dorf der Gemeinde ’s-Hertogenbosch in der niederländischen Provinz Nordbrabant. Es befindet sich an der Dieze und war von 1821 bis 1971 eine eigenständige Gemeinde. 

## Bilder

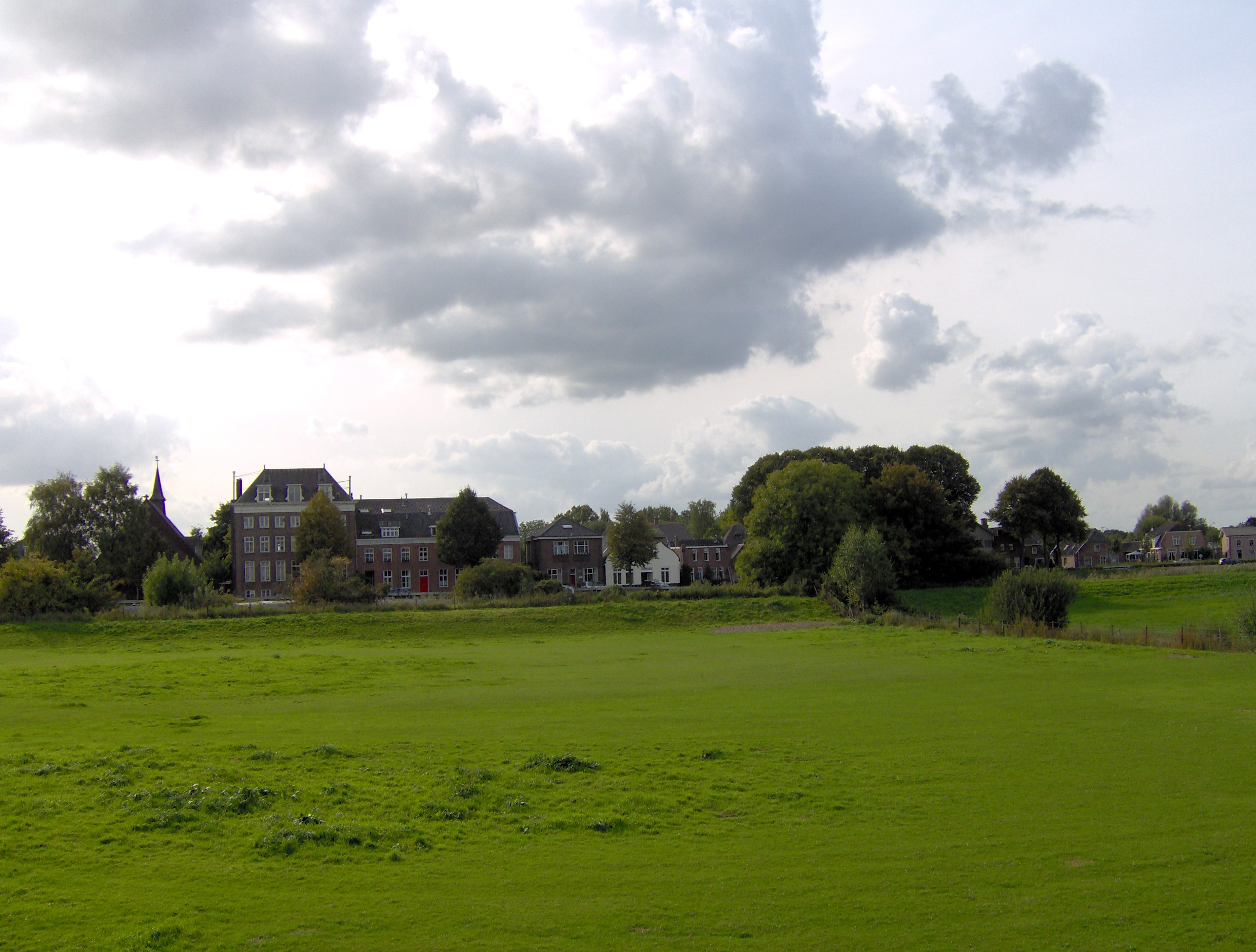
Dorfansicht
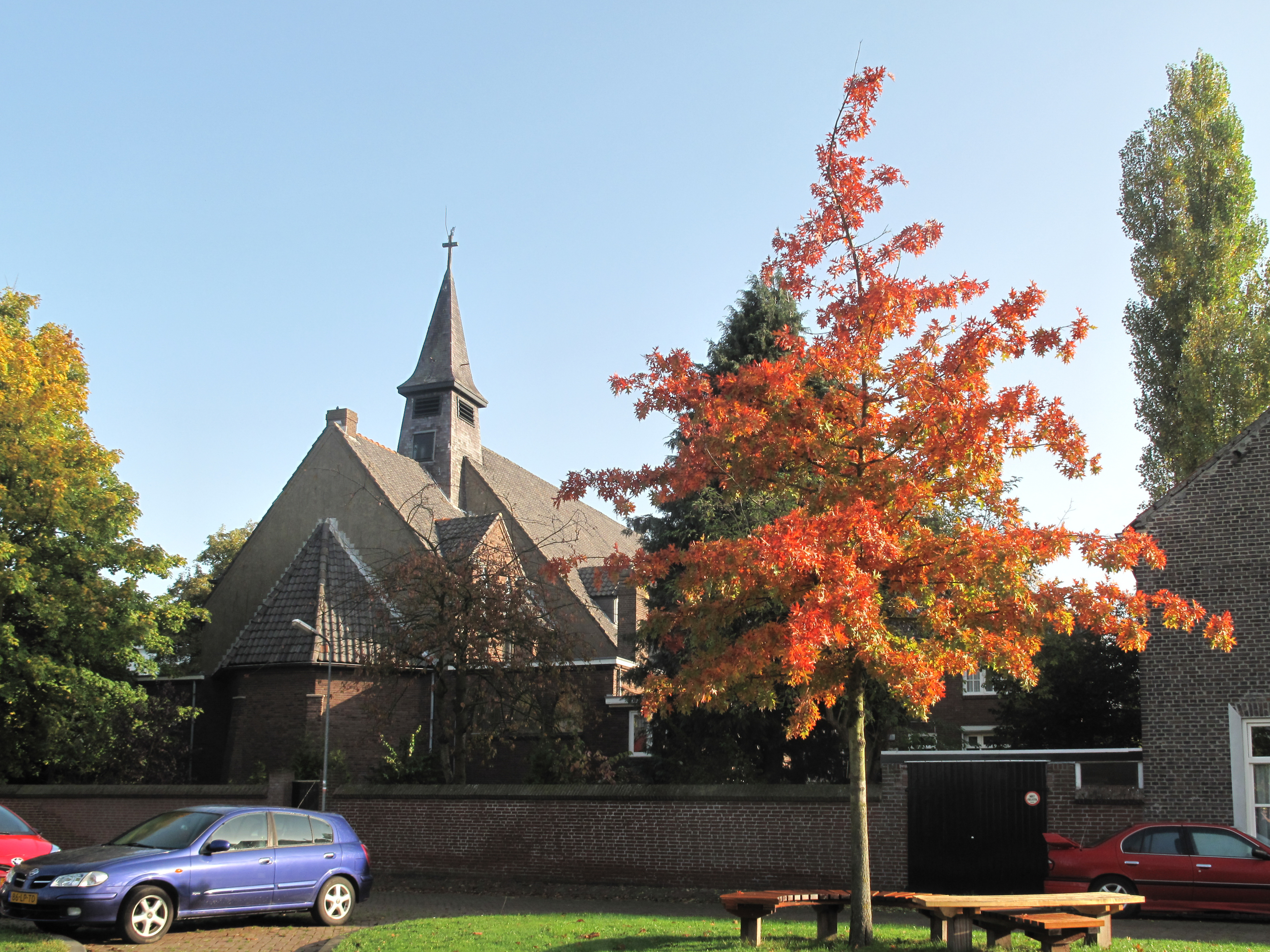
Kirche: de Sint Lambertuskerk
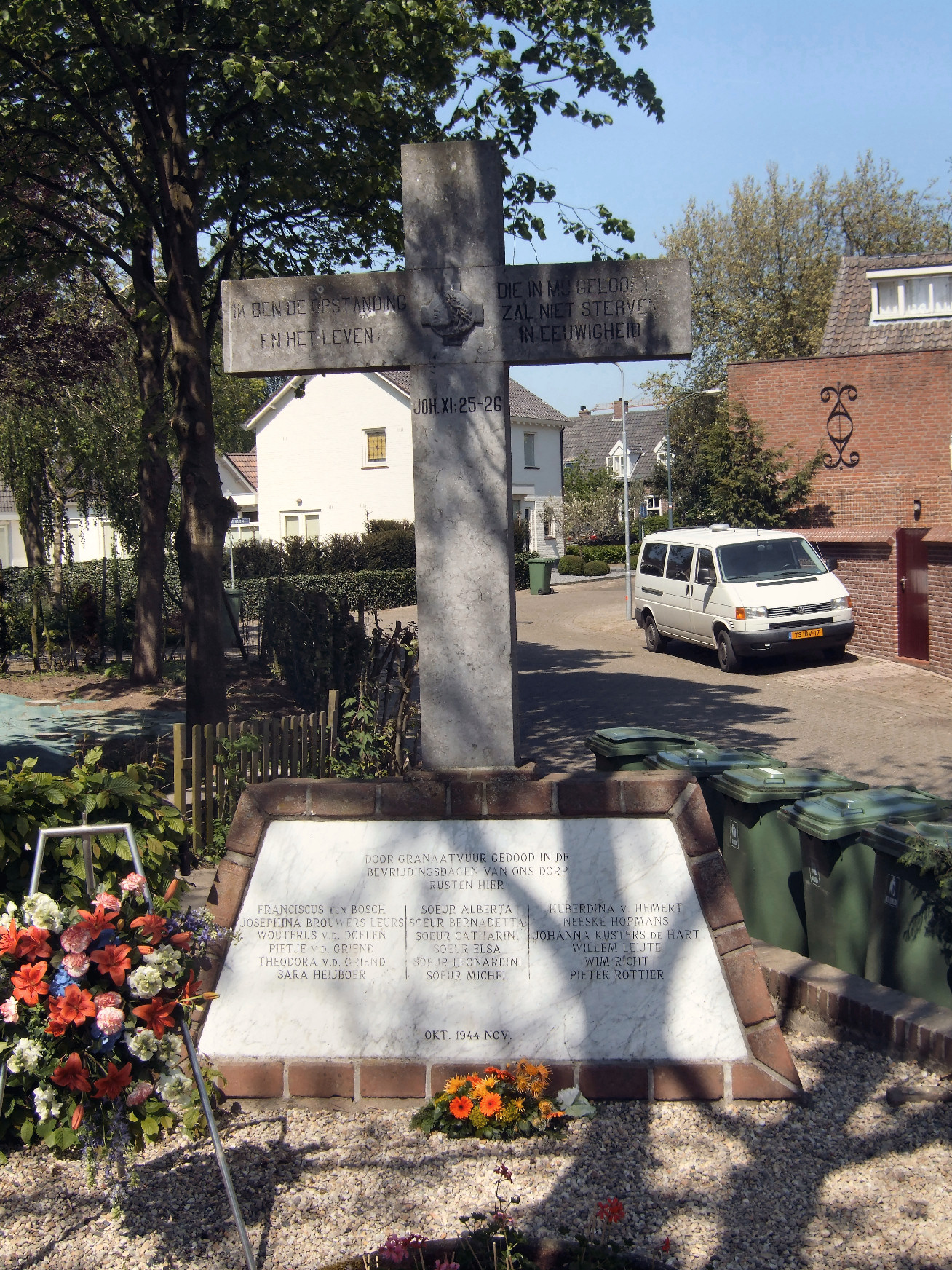
Gedenkkreuz für Opfer des Zweiten Weltkriegs

## Persönlichkeiten
- Johannes Tak van Poortvliet (1839–1904), Politiker